# Montbré
Montbré is een gemeente in het Franse departement Marne (regio Grand Est) en telt 263 inwoners (2004). De plaats maakt deel uit van het arrondissement Reims.

## Geografie
De oppervlakte van Montbré bedraagt 3,1 km², de bevolkingsdichtheid is 84,8 inwoners per km².
De onderstaande kaart toont de ligging van Montbré met de belangrijkste infrastructuur en aangrenzende gemeenten.

## Demografie
Onderstaande figuur toont het verloop van het inwonertal (bron: INSEE-tellingen).